# 河口海关旧址
河口海关旧址位于中华人民共和国云南省红河哈尼族彝族自治州河口瑶族自治县县城东南人民路1号，距滇越铁路大桥50余米，是清光绪二十三年（1897年）由法国驻河口副领事署依照《中法商约》而建。旧址建筑为法式平房风格，坐东南朝西北，砖木结构，红板瓦盖顶，钢架梁，墙面为褐黄色，三面设外走廊，开百叶门窗，外有大门与围墙，院内有草坪与果木。1998年11月公布为云南省第五批省级文物保护单位。2001年，河口县文物管理部门将“海关旧址”建筑进行全面维修，修葺后辟为河口起义纪念馆。